# Dekanat Traunstein
Das Dekanat Traunstein ist ein Dekanat der römisch-katholischen Kirche im Erzbistum München und Freising.

## Gebiet
Territorial umfasste das Dekanat bis Ende 2023 den Süden des Landkreises Traunstein mit folgenden Pfarreien und Pfarrverbände:
- Pfarrei Übersee
- Pfarrei Ruhpolding
- Pfarrei Inzell
- Pfarrverband Chieming
- Stadtkirche Traunstein
- Pfarrverband Hl. Franz von Assisi - Bergen, Erlstätt, Grabenstätt und Vachendorf
- Pfarrverband Grassau
- Pfarrverband Siegsdorf
- Pfarrverband Kirchanschöring
- Pfarrverband Surberg-Neukirchen
- Pfarrverband Waging am See
- Pfarrverband Oberes Achental

Der 2022 gewählte Dekan des Dekanats Traunstein war Pfarrer Thomas von Rechberg, Leiter des Pfarrverbandes Siegsdorf.
Mit der Dekanatsreform, die zum 1. Januar 2024 in Kraft trat, wurden die 40 Dekanate im Erzbistum München und Freising zu 18 Dekanaten zusammengefasst. Die Pfarrverbände und Einzelpfarreien selbst blieben dadurch unangetastet. Zum Dekanat Traunstein kam zum 1. Januar 2024 das Dekanat Baumburg, das den Norden des Landkreises Traunstein umfasste. Das neue Dekanat Traunstein besteht nun aus den Pfarrverbänden Chieming, Garching-Engelsberg, Hl. Franz von Assisi-Bergen, Erlstätt, Grabenstätt und Vachendorf, Grassau, Kirchanschöring, Obing, Palling, Seeon, Siegsdorf, Tacherting, Am Tachinger See, Tittmoning, Traunreut, Trostberg, Oberes Achental, Waging am See sowie der Stadtkirche Traunstein und den Einzelpfarreien Baumburg-St. Margareta, Inzell-St. Michael, Ruhpolding-St. Georg und Übersee-St. Nikolaus.
Dekan ist nunmehr Pfarrer Florian Schomers, Leiter der Pfarrverbände Seeon und Trostberg und Pfarradministrator der Pfarrei Baumburg-St. Margareta.